# Григорій Богослов
Григорій Богослов, Григорій Назіанзин, Назіанський (грец. Γρηγόριος Ναζιανζηνός, Γρηγόριος ὁ Θεολόγος, лат. Gregorius Nazianzenus, близько 330 р. — близько 390 р.) — візантійський богослов і ритор, єпископ Назіанза і Сасима, константинопольський патріарх, один із отців Церкви, великий християнський святий.

## Життєпис

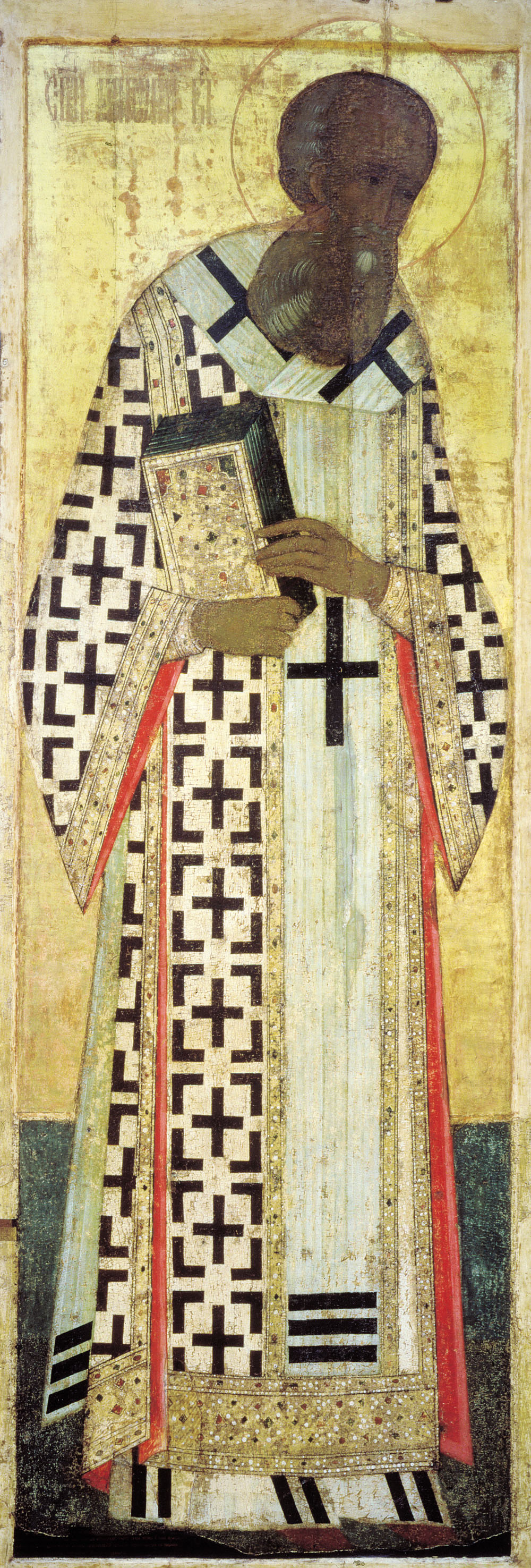
Григорій Богослов. Робота Рубльова

Народився бл. 329, в Аріанзі, Каппадокія (Мала Азія). Його батьками були єпископ Назіанзський Григорій (II) та свята Нонна. Григорій Богослов (Назіанзін) навчався в найкращих школах Александрії та Афін, товаришував з Василієм Великим, проповідував проти аріан в епоху їхнього торжества. Мати його походила зі знатної і благочестивої християнської сім'ї та доводилася двоюрідною сестрою святителю Амфілохію, єпископу Іконійському. Свята Нона вийшла заміж за Григорія Аріанзького, багатого землевласника, який під впливом дружини змінив віру (до одруження він належав до однієї з юдейських сект), прийняв святе хрещення і став ревним християнином. Згодом Григорій Аріазанскій був посвячений у сан пресвітера, а потім — єпископа Назіанзінского і цілком присвятив себе на служіння Церкві Христовій.
За молитвами благочестивих Григорія і Нони у них народився син Григорій, який ще до народження був обіцяний матір'ю на служіння Богові. Батьки дали Григорію, а також і його молодшому брату Кесарію блискучу освіту.
Після домашніх занять з дядьком, єпископом Іконійський, досвідченим викладачем риторики, святий Григорій пройшов курс навчання і в школах Назіанза, і в Кесарії Кападокійської та Олександрії. Юнак мав надзвичайні здібності. Дізнавшись від матері, що він присвячений Богові, святий Григорій прийняв обітницю зберегти себе в цнотливості й чистоті.
Риторика — предмет який удавався йому найбільше. Для завершення своєї освіти святий Григорій поїхав до Афін. Тут він зустрів святого Василія Великого, з яким його поєднала нерозривна дружба.
В Афінах святий Григорій познайомився з Юліаном (на прізвисько «Відступник», який, ставши імператором, зрікся християнства і намагався відродити язичництво в Римській імперії (361—363 р.) і залишив живе зображення цього ворога Церкви. Шість років провів святий Григорій в Афінах, вивчаючи літературу, філософію, математику, музику, геометрію, астрономію.
Після закінчення навчання, на прохання афінян святий Григорій залишився в Афінах на короткий час викладачем красномовства, а потім повернувся до батьків у Назіанз, де маючи 30 років, прийняв святе хрещення від свого батька, що був на той час єпископом.
У 374 році померли батьки святителя Григорія. Тоді він віддалився в Селевкію Ісаврійську, де служив при церкві святої великомучениці Теклі. Тут він прийняв піклування над лікарнями і притулками для старих. Багато праці приклав святитель Григорій, здобуваючи кошти для забезпечення лікарень і організовуючи в них порядок.
Після смерті святителя Василія Великого, Григорій, виконуючи передсмертне прохання свого друга, подався до Константинополя для боротьби з єресю Македонія, який заперечував Божество Святого Духа.
Майже всі храми Константинополя були під владою єретиків. У 379 році святитель Григорій почав служити й проповідувати у невеликій домашній церкві своїх родичів, яку назвав «Анастасія» («Воскресіння»), вірячи, що саме тут почне воскресати православ'я. З чарівною переконливістю спростовував він всі доводи єретиків, натхненно розкриваючи істинне вчення Церкви. Слухачі гортувалися близько єпископської кафедри, голосно висловлюючи знаки схвалення і записуючи слова святителя. Гаряча проповідь святителя Григорія, його глибоке знання і тлумачення Святого Письма, праведне християнське життя залучали до нього все більше пастви і йому вдалося добитися значного ослаблення єретиків.
За підтримки Олександрійського Патріарха Петра (373—380) і Константинопольського імператора Феодосія (379—395) святитель Григорій Богослов був поставлений Патріархом Константинопільським і затверджений у цьому сані II Вселенським Собором у 381 році.
Однак зведення святителя Григорія на Константинопільську кафедру викликало невдоволення з боку Єгипетських і Македонських єпископів. Це викликало неспокій та незгоду в Церкві. Тоді святий Григорій вирішив піти із Константинополя, щоб вгамувати розбрат. Ні вмовляння імператора, ні прохання духовенства не зломили волі святителя. Він повернувся до рідного дому Аріанз і перебував там в чернечих подвигах.
Святитель Григорій вів строго подвижницький спосіб життя: ходив босоніж, мав тільки єдиний одяг, спав на землі або на ложі з деревних гілок; їжею для нього служили хліб і овочі, питтям — вода, в яку він іноді домішують трохи оцту.
У місто збурене єрессю Назіанз, святитель Григорій поставив благочестивого єпископа Евлалія. Звертаючись з численними посланнями, святитель продовжував мужньо викривати єретиків і роз'яснювати правдиве віровчення. Він великодушно пробачив юнака, який намагався вбити його в Константинополі.
25 січня 389 святитель Григорій Богослов переставився до Господа, залишивши велику спадщину: 243 послання, 507 духовних віршів і 45 проповідей.
Особливості св. Григорія
Від Василія Великого він відрізнявся тим, що більше тяжів до самовияву, сповідальності, його цікавили, передусім, питання сенсу людського життя. У старості писав вірші (здебільшого — це лірика самотньої душі), філософські елегії та дидактичні поеми. У житті Григорій часом дотримувався обітниці мовчання, про що писав з неабияким красномовством: «Зрозумій, що кажу, мовить Піндар, і який знайдеш, що моє безголосся краще від твого красномовства, то покинь осипати докорами мою мовчазність. Або скажу тобі приказку наскільки справедливу, настільки й коротку: тоді заспівають лебеді, коли замовкнуть ґави». Збереглося понад 200 листів, що поряд з богословськими питаннями торкаються приватного життя Григорія. Вони започатковують у літературі автобіографічний жанр. Ліричні вірші, які писав в античному дусі Григорій Назіанзін, мають характер не стільки псалма (молитви), скільки риторичного панегірика.
Автобіоґрафічні поеми Григорія Богослова: «Про моє життя», «Про мою долю», «Простраждання моєї душі»
Мощі святого зберігаються в константинопольському Патріаршому Соборі Святого Георгія (Юра) в Стамбулі.

## Вчення про християнський Гнозис святого Григорія Богослова (або Назіанзина)
Святий Григорій Назіанзин увійшов в історію християнської богословської думки з іменем «Богослова». Лише три християнських письменники — св. апостол і євангеліст Іоан, св. Григорій і преп. Симеон — відмічені цією назвою, що вказує на їх переважне перед усіма іншими проникнення в богословське розуміння божественних речей. Значення його як письменника та мислителя є великим. Подібно до інших отців-кападокійців він багато праці поклав на уточнення тринітарної термінології, і в цьому відношенні його заслуга є незабутньою. Церква його шанує, як богослова Святої Тройці, але це не означає, що лише одне це питання його цікавило. Церква багато зобов'язана йому і у вченні про людину. Якщо св. Василій Великий зачепив тему про людину більше з точки зору аскетико–виховної, то св. Григорій Назіанзин торкається її з різних сторін і набагато глибше. Він не створив своєї антропології, як і не створив цілісної тринітарної системи, але в його окремих словах та віршах розкидано багато важливих думок про людину та її призначення. Він говорить про людину з великою повагою та любов'ю, вірить у високе призначення людини.
Особистість Назіанського богослова яскраво виступає в його творах. В них багато автобіографічного матеріалу. Навіть у писання стороннього характеру він уміє вкладати сильне почуття. Його вірші та бесіди часто хвилюють сміливими злетами думки та особистими переживаннями, наповненими непідробною лірикою.
Григорій Богослов не залишив жодного тлумачення на книги священного Писання. Він не писав великих полемічних трактатів. Він не склав богословської системи. Його п'ять богословських слів дали йому славу «Богослова». Писати він любив і умів. Чистота зворотів та знання світської літератури, не кажучи вже про начитаність в Писанні, виявляють в ньому достойного учня афінських риторів та знавця християнського Одкровення. Знання та проникнення в глибини богослів'я у нього більше, ніж у св. Афанасія, і, напевне, як і у друга його, св. Василія, також і таланту. Але, бачачи як святиня богослів'я оскверняється нечистими руками світських дилетантів, як і часто писав про це Григорій у своїх віршованих самосповідях, у нього було велике бажання кинути все, піти в улюблену пустиню, до природи, до звірів, куди завгодно, але лише подалі від світського шуму, від самовпевненості невігласів, від втручання мирського елементу в те, що складає завдаток, довірений лише одним посвяченим
Менш практичний у житті, аніж св. Василій, св. Григорій є більш точним та глибоким в догматичних виразах. Як оратор, він переважає друга, але як князь церкви, він йому поступається, як кажуть деякі дослідники. Мало хто зі святих отців так не остерігався виявити свою людськість, як це робив св. Богослов Назіанський.

## Богословський подвиг св. Григорія

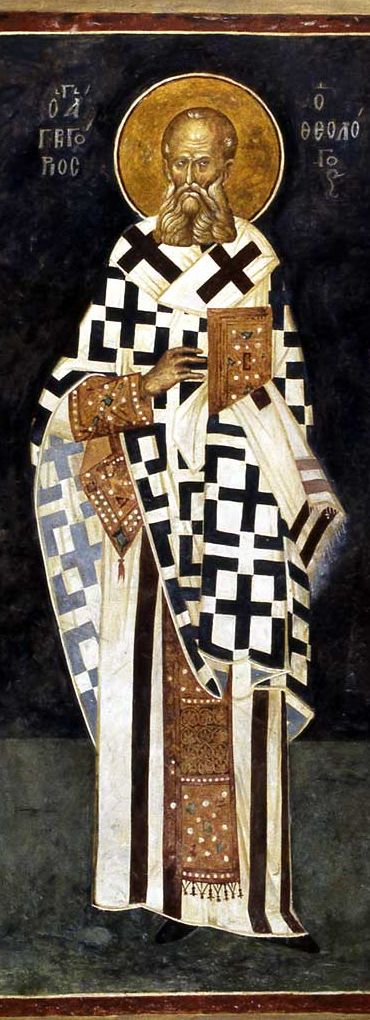
Святий Григорій Богослов, відомий теж як Григорій Назіанський. Церква Хора, Стамбул. 14 ст.

Вимушений вступити в богословські суперечки задля захисту православної віри, він закликається в Константинополь. Був важкий час, Церква була без пастирів, кафедра — в руках аріан. Григорій знайшов тут не паству, але малі сліди чи рештки пастви, без порядку, без нагляду, без точних меж. Він почав проповідувати в приватному будинку, — згодом цей будинок був перетворений на церкву під іменем Анастасії, — в знак воскресіння православ'я. Тут були сказані знамениті бесіди «про богослів'я». Боротьба з аріанами проходила бурхливо, до Григорія підсилали вбивць, чернь вривалась в його храм, його закидали камінням, — і потім його супротивники його ж звинувачували в порушенні суспільного спокою. З іншої сторони, спочатку час і проповідь його спокушала:
…Спочатку місто прийшло в хвилювання, повстало супроти мене, неначе б я замість єдиного Бога вводжу багатьох богів, бо зовсім не знали вони благочестивого вчення, не знали, як Одиниця умом уявляється троїчно, а Трійця єдинично [7, с. 94].
Своїм полум'яним словом невдовзі Григорій переміг, а наприкінці 380 року в Константинополь вступив новий імператор Феодосій і передав всі храми православним. Але скорботи продовжувались, як зі сторони інших єретиків — аполінаристів, так і зі сторони підступних владолюбців, що прагнули захопити владу в Константинопольській Церкві [7, с. 94]. На соборі супроти нього спалахнуло вже давно накопичене невдоволення. Одні були невдоволені м'якістю його дій, — тим, що в боротьбі з аріанством він не прибігав до співдії світської влади. «Таємниця спасіння для тих, хто бажає, а не для примушуваних» — було правилом його пастирської діяльності. Інших непокоїла його догматична прямота, — зокрема його наполеглива проповідь про Духа. Іншим він здавався недостатньо вельможним. «Не знав я, — іронізував Григорій, — що і мені потрібно їздити на відмінних конях, блискуче підноситися на колісниці, — що і мені мають бути зустрічі, прийоми з підлесливістю, що всі мають давати мені дорогу і ще здалеку розступатися переді мною, як перед диким звіром». І на соборі було поставлене питання про незаконність переміщення Григорія з Сасим у Константинополь. При цьому не приховувалось, що це лише привід для інтриги. Будучи у великому засмученні, вирішив Григорій залишити кафедру і покинути собор. З гіркотою залишав він місце загальної перемоги і паству, яку він придбав для істини подвигом своїм і словом [7, с. 95].

## Наступність вчення св. Григорія про Богопізнання
Це вчення займає в богословській системі св. Григорія провідне місце. Це не лише введення, це шлях і завдання життя, шлях спасіння та обожнення. Бо насамперед ум тварний зустрічається з Богом, — ум з'єднується з Умом, як з найближчим і найбільш спорідненим. Про Богопізнання св. Григорій говорить і в своїх ліричних молитвах, і в богословських повчаннях. Як богослов, він протиставляє православне вчення про пізнання Бога єретицьким крайностям: зухвалому раціоналістичному максималізму аномеїв–євноміан і бридливому відреченню Аполлінарія, для котрого людський ум є чимось безнадійно нечистим та грішним, чимось непридатним для очищення.
Григорій говорить на мові Платона та неоплатоників, беручи у них зручні слова. Це частково для того, щоб бути переконливим для тих, хто опирається на зовнішню мудрість єретиків. Причому, користування платонічними образами та порівняннями було вже давно освячене практикою Олександрійської школи. Св. Григорій знав Платона, можливо Плотіна. Але знав також, що Платона повторювали християнські вчителі Климент та Оріген. Разом з тим св. Григорій завжди опирався на Біблію, і своє вчення про Богопізнання не лише підтверджує, але і виводить з біблійних текстів, — в їх застосуванні та тлумаченні він слідує за олександрійською екзегетичною школою. У вченні про Богопізнання ця школа назавжди лишилась переважаючою в святоотецькому богослів'ї [7, с. 98].
Григорій Назіанзіи висунув положення про Трійцю і зробив дуже яскраву заяву:
З мудреців, що тут є присутнім, деякі думають, що Святий Дух суть вплив, інші ж вважають його істотою, а хтось почитає його (Самим) Богом (oi de theon). Є і ті, хто перебуває в нерішучості, цілком спираючись на Святе Писання, де, однак, не написано нічого визначеного на цей рахунок. Тому вони коливаються, не знаючи, чи поклонятися їм Святому Духові чи ні, тим самим обираючи золоту середину, а це є дурно (див. також Шафф, сн. 5,6, стор. 664). У 370 р. Василь, усе ще уникав називати Святого Духа Богом, попри те, що примкнув до більшості. Іларій з Пуатье (sic) вірив у те, що Дух, що відають божественні глибини, повинний бути божественним, але не міг знайти фрагмент Писання, де Дух названий Богом; а тому він думав, що варто задовольнятися тим обставиною, що існує Святий Дух, про яке учить Писання і якого почувають серцем (De Trinitate, ii, 29; and xii, 55; порівн. Шафф, там само).

## Значення творчої спадщини св. Григорія Богослова для розвитку Православної Традиції у Візантії
Творіння Григорія Богослова користувались виключною відомістю та авторитетом, аж до останніх віків візантинізму. Їх тлумачили та пояснювали більше за будь-кого з інших отців (крім, хіба, Ареопагітик). Необхідно назвати, насамперед, схолії преподобного Максима Сповідника до важких місць Григорія Богослова і Ареопагітик. До пізнішого часу відносяться схолії Іллі Критського (IX—X ст.), Василія Нового, архієпископа Кесарії Кападокійської (X ст.), Микити Іраклійського (кінець XI ст.), Нікіфор Калліст Ксанфопула (XIV ст.) і цілий ряд інших, в тому числі анонімних. Потрібно назвати ще тлумачення візантійця Іоанна Зонари та Миколая Доксопатра на вірші Григорія та ін. Все це свідчить про широке поширення творів св. Григорія. Для преп. Іоана Дамаскіна він був одним із головних джерел та авторитетів. Михаїл Псел вважав св. Григорія християнським Демосфеном [7, с. 97].